# Bitwa o Miszmar ha-Jarden
Bitwa o Miszmar ha-Jarden – starcie zbrojne, które miało miejsce pomiędzy Siłami Obronnymi Izraela a wojskami syryjskimi o moszaw Miszmar ha-Jarden podczas I wojny izraelsko-arabskiej (10 czerwca 1948 r.). Bitwa zakończyła się zwycięstwem Syryjczyków, którzy zniszczyli moszaw i uchwycili przyczółek na zachodnim brzegu rzeki Jordan.

## Tło wydarzeń
Moszaw Miszmar ha-Jarden został założony w 1884 roku w pobliżu rzeki Jordan, na północ od jeziora Tyberiadzkiego. Zajmował on strategiczną pozycję na wzgórzu górującym nad mostem Bnot Jaakov, przy drodze prowadzącej z Safedu do Damaszku. Większość mieszkańców moszawu było zwolennikami rewizjonisty Zeeva Żabotyńskiego.
Przyjęta 29 listopada 1947 roku Rezolucja Zgromadzenia Ogólnego ONZ nr 181 przyznała te tereny państwu żydowskiemu. Początek I wojny izraelsko-arabskiej przebiegał w dolinie Hula stosunkowo spokojnie. Doszło tylko do kilku przypadków ostrzału artyleryjskiego tutejszych osiedli żydowskich. Jednak gdy Syryjczycy nie zdołali rozstrzygnąć na swoją korzyść bitew o Dolinę Kinaret (15-21 maja 1948 r.), rozpoczęli przegrupowanie swoich sił na północ od jeziora Tyberiadzkiego. Planowali oni przeprowadzenie kolejnego natarcia w rejonie moszawu Miszmar ha-Jarden. Po zdobyciu mostu na rzece Jordan, wojska syryjskie miały przeciąć drogę łączącą Dolną Galileę z doliną Hula. Kontynuując dalej natarcie w kierunku Safedu, planowano uzyskać połączenie z siłami Arabskiej Armii Wyzwoleńczej i wojskami libańskimi. W tym celu, w dniu 6 czerwca syryjska artyleria i lotnictwo zbombardowały moszaw Miszmar ha-Jarden. Następnie siły dwóch batalionów syryjskich podjęły nieudaną próbę zdobycia osiedla.

## Przebieg bitwy
Rankiem 10 czerwca 1948 roku, Syryjczycy ostrzelali moszaw z artylerii. Następnie siły brygady piechoty, wspieranej przez pojazdy pancerne, przekroczyły rzekę Jordan na północ i południe od moszawu. Po przegrupowaniu, jednostki te przystąpiły do zmasowanego ataku na moszaw. Walka była toczona o każdy dom. W jej trakcie zginęło 14 jego obrońców, a kilkunastu dostało się do niewoli. Syryjczycy wysadzili w powietrze wszystkie domy moszawu.
W nocy z 10 na 11 czerwca, Syryjczycy podciągnęli posiłki i uzupełnienia do moszawu Miszmar ha-Jarden. Rankiem 11 czerwca, siły te rozpoczęły natarcie w kierunku miejscowości Rosz Pina. Ich natarcie zostało powstrzymane w rejonie kibucu Machanajim, wokół którego walki trwały przez cały dzień.

## Reakcje i następstwa
Historia upadku moszawu Miszmar ha-Jarden jest przedmiotem sporu pomiędzy żydowskimi organizacjami paramilitarnymi Irgun i Hagana. Irgun twierdzi, że w czasie obrony moszawu, w jego pobliże dotarły posiłki z 23 Batalionu Brygady Karmeli. Zostali oni jednak zatrzymani przez żołnierzy z Brygady Oded, ponieważ moszaw był identyfikowany z ruchem rewizjonistycznym. Oskarżono również Haganę, że uniemożliwiła członkom Irgunu z osady Rosz Pina przybycie z odsieczą do Miszmar ha-Jarden. Z drugiej strony, żołnierze Brygady Oded twierdzą, że posiłki dotarły w rejon walk za późno i nie zdołano je zreorganizować przed wkroczeniem na pole bitwy.
Żydowscy jeńcy wojenni z Miszmar ha-Jarden przebywali w syryjskiej niewoli przez trzynaście miesięcy. Po zawarciu zawieszenia broni izraelsko-syryjskiego, obszar zniszczonego moszawu powrócił do Izraela.